# Курвуазье, Вальтер
Вальтер Курвуазье (нем. Walter Courvoisier; 7 февраля 1875, Риен, кантон Базель-Штадт, Швейцария — 27 декабря 1931, Локарно, Швейцария) — швейцарский композитор и дирижёр. Педагог, профессор Мюнхенской государственной академии музыки .

## Биография
Родился в семье известного швейцарского хирурга Людвига Георга Курвуазье. Изучал медицину, работал в качестве врача.
В 1902 году отправился в Мюнхен, чтобы получить музыкальное образование. Ученик Зельмара Багге и Людвига Тюйе. Позже, сам преподавал теорию музыки, гармонию, контрапункт и композицию в Мюнхенской государственной академии музыки. В числе его ученики: П. Бен-Хаим, В. Брукхард, Р. Герхард, Г. Зутермайстер, Д. Пеячевич, Х. Рёттгер, Ганс Хауг и др.

## Творчество
Автор нескольких опер, в том числе, «Ланцелот и Елена» (1917), «Вороны» (1919), «Грех колдовства»; вокально-симфонических произведений, хоров, фортепьянных пьес, около 150 песен.

## Избранные произведения

### Оперы
- «Ланцелот и Елена» (Lanzelot und Elaine), (1917)
- «Вороны» (Die Krähen), (1919)
- «Грех колдовства» (Der Sünde Zauberei), (1929)

### Вокальные произведения
- Die Muse, (1903)
- Gruppe aus dem Tartarus, (1904)
- Der Dinurstrom, (1906)
- Das Schlachtschiff Téméraire, (1906)
- Auferstehung, (1915)

### Инструментальные произведения
- A sinfonischer Prolog zom Carl Spitteler seim Epos Olympischer Frühling (1905)
- Passacaglia und Fuge b-Moll für Klavier (1908/09)
- Variationen und Fuge über ein eigenes Thema in Es-Dur für Klavier (1909)
- Variationen über ein eigenes Thema in D-Dur für Klavier (1909)
- Festouvertüre für Orchester (1920)
- Sechs Suiten für Violine solo (1921/22)
- Langsamer Satz für Streichquartett (1921/22)
- Zwei Suiten für Violoncello solo (1921) и др.